# Lioubov Golantchikova
Lioubov Aleksandrovna Golantchikova (en russe : Любовь Александровна Голанчикова, née en 1889 et décédée le 28 mars 1959 à New York) est l'une des deux premières aviatrices russes avec Lydia Vissarionovna Zvereva.

## Biographie
Lioubov Golantchikova obtient son brevet de pilote à l'aéroclub impérial de Russie numéroté par la FAI Brevet no 56 en 1911. 
Le 22 novembre 1912, elle porte le record d'altitude féminin à 2 200 mètres. 
Le 13 juillet 1913, elle effectue un vol de Berlin à Paris. 
Lioubov Golantchikova fut l'une des cinq femmes qui servirent comme pilotes dans l'armée de l'air de l'Empire russe durant la Première Guerre mondiale. Elle reprit ensuite du service comme instructrice dans l'Armée rouge pendant la guerre civile russe et effectua également un certain nombre de missions de combat contre les Armées blanches. Après la guerre civile, elle se réfugia en Allemagne puis en 1923 à New York, où elle termina sa carrière professionnelle comme chauffeur de taxi.